# 克拉科夫-琴斯托霍瓦高地
克拉科夫-琴斯托霍瓦高地（波蘭語：Wyżyna Krakowsko-Częstochowska，別稱「侏羅紀克拉科夫-琴斯托霍瓦」（波蘭語：Jurą Krakowsko-Częstochowską），橫跨波蘭南部西里西亞省、小波蘭省的高地，南鄰喀爾巴阡山脈，北鄰聖十字山，鄰近大城市包括：克拉科夫、琴斯托霍瓦、維隆等。

## 图片
- 在波蘭的位置
- Ojców National Park
- Polish Jura, Jurassicmonadnock
- Maczuga Herkulesa